# Física de juego

Simulación de la física de un cubo de goma creado con Blender 3D.

La animación física por computadora o física de juego es un tipo de programación, en donde supone la introducción de las leyes de la física en un simulador o motor de juego, particularmente en los gráficos 3D por computadora, aunque también existe en gráficos 2D en videojuegos como Phun. El propósito es hacer que los efectos físicos de los objetos creados o modelados tengan las mismas características que en la vida real, teniendo en cuenta, por ejemplo, gravedad, masa, fricción, restitución, etc. 
La simulación de la física en la programación es solo una aproximación cercana a la física real (si bien se acerca mucho a la física que tendría un objeto en realidad, no es igual de realista que en la realidad), y el cómputo es desarrollado usando valores discretos. Hay muchos elementos que forman los componentes de la simulación física.

## Medios de simulación física
Los medios más utilizados son:
- El motor físico, que es un código de programa usado para simular la mecánica newtoniana en el ambiente.
- La detección de colisiones, que se utiliza para resolver el problema de determinar cuándo es que dos o más objetos físicos en el ambiente se cruzan entre sí.

## Sistema de partículas
Las partículas son un aspecto común en los videojuegos en donde se trata de recrear algún tipo de explosión en cada circunstancia. En los primeros videojuegos se iba utilizando siempre la misma recreación de la explosión en cada momento. Sin embargo, en la realidad, una explosión puede variar drásticamente, dependiendo del terreno, la altitud de la explosión y los tipos de cuerpos sólidos que están afectados.
Dependiendo del poder de procesamiento disponible, los efectos de la explosión pueden ser modelados como la división y componentes de propulsión destrozadas por la expansión de gas. Este modelo es por medio de una simulación de un sistema de partículas. Un modelo del sistema de partículas permite una variedad de otros fenómenos físicos a ser simulados, incluyendo humo, agua en movimiento, precipitaciones, y así sucesivamente.
Las partículas individuales dentro del sistema eran modeladas usando los otros elementos de la simulación de las reglas de física, con la limitación de que el número de partículas que pueden ser simuladas es restringido por el poder computador del hardware. Así pues, las explosiones pueden que necesiten ser modeladas como un pequeño conjunto de partículas grandes, en lugar de un gran número de partículas finas.

## Física ragdoll

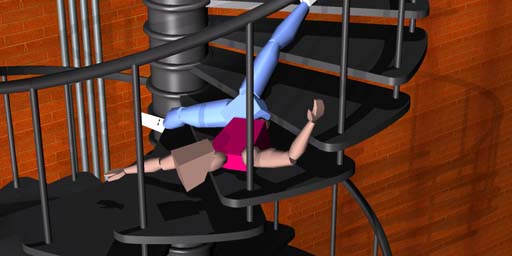
Física Ragdoll.

El significado de Ragdoll proviene de las palabras inglesas rag doll (muñeco de trapo). Como su nombre lo indica, éste es un procedimiento de animación y técnica de simulación para mostrar el movimiento de una persona como si estuviera muerto. 
El sistema interpreta las características del cuerpo como una serie de huesos rígidos conectados entre sí, poniéndole bisagras para simular las articulaciones. La simulación modela lo que ocurre con el cuerpo cuando se cae al suelo, como si fuese un muñeco de trapo (de ahí el nombre Ragdoll). 
Un modelo físico del movimiento del cuerpo y una interacción con la colisión más sofisticada requiere una potencia de cálculo mucho mayor, ya que se necesita hacer una simulación más exacta del los sólidos, líquidos e hidrodinámica. El sistema del modelo articulado puede también reproducir los efectos del esqueleto, músculos, tendones y otros componentes fisiológicos.